# Guido Maria Dreves
Guido Maria Dreves (* 27. Oktober 1854 in Hamburg; † 1. Juni 1909 in Mitwitz bei Kronach (Oberfranken)) war ein deutscher Jesuit, Hymnologe und geistlicher Lyriker. Er war der Sohn des Notars und Dichters Lebrecht Blücher Dreves (1816–1870).

## Biographie
Schon in der Schule hatte Dreves Kontakt mit den Jesuiten, da er ab 1861 das Gymnasium Stella Matutina in Feldkirch besuchte. Nach dem Ende seiner Ausbildung trat er im November 1869 unmittelbar in den Orden der Jesuiten ein. Er absolvierte sein Noviziat in Gorheim und studierte anschließend am Jesuitenkolleg Münster, am Ordenshaus in Schloss Blijenbeek in den Niederlanden und am Jesuitenkolleg Ditton-Hall in Shropshire (England). Er widmete seine Forschungen hauptsächlich dem mittelalterlichen lateinischen Kirchenlied.
Er ist bedeutend vor allem als Autor und Herausgeber der Analecta hymnica medii aevi, der bislang größten Sammlung mittelalterlicher lateinischer Dichtung (Hymnen, Sequenzen, Tropen, Reimoffizien und Psalterien). Mit erstaunlichem Fleiß durchsuchte Dreves Bibliotheken in ganz Europa nach alten Handschriften und Wiegendrucken. Von 1886 bis 1926 erschienen 55 Bände der Analecta, ab Band 25 war Clemens Blume Mitherausgeber.

## Werke (Auswahl)
- Stimmen durch den Lenz (Gedichte). 1881.
- O Christ hie merk! Ein Gesangbüchlein geistlicher Lieder. 1885.
- Analecta hymnica medii aevi. 55 Bände. 1886–1926 (Reprint: Minerva, Frankfurt am Main 1961; Digitale Neuausgabe: Rauner, Augsburg 2004–2005, Zugriff über Nationallizenzen).
- Aurelius Ambrosius, der Vater des Kirchengesanges. Eine hymnologische Studie. 1893 (Neudruck Grüner, Amsterdam 1968).
- Schwert-Lilien. Sagen und Gesch. des Hohen Deutschen Ordens. 1898.
- Ein Jahrtausend lateinischer Hymnendichtung. 1909 (2 Bde., postum herausgegeben von Clemens Blume).

Im Gotteslob sind enthalten:
- Gelobt seist du, Herr Jesu Christ (375)
- Ein Danklied sei dem Herrn (382)
- Sagt an, wer ist doch diese (531, nach Vorlagen von Johannes Khuen)